# Madame LaQueer
Madame LaQueer, nombre artístico de Cassie Meléndez, es una artista drag y maquilladora puertorriqueña que compitió en la cuarta temporada de RuPaul's Drag Race. Originaria de Carolina, Meléndez se mudó al condado de Orange, California, donde trabaja en la industria cosmética, actúa en espectáculos drag y transmite en vivo en Twitch. Madame LaQueer ha seguido participando en proyectos relacionados con Drag Race, apareciendo en un vídeo musical de la también concursante Morgan McMichaels y asistiendo a la RuPaul's DragCon de Los Ángeles, así como a las grabaciones de los finales de temporada.

## Primeros años y educación
Carlos Meléndez es originario de Carolina, Puerto Rico. Comenzó a hacer drag en uno de sus cumpleaños cuando era adolescente. Obtuvo una licenciatura en programación de computadoras.

## Carrera
Meléndez es una artista drag que compitió como Madame LaQueer en la cuarta temporada del programa de televisión estadounidense RuPaul's Drag Race. Fue ganadora del desafío inspirado en la WWE (junto a Chad Michaels), y quedó en décima posición en la temporada. Fue eliminada de la competencia en el cuarto episodio ("Queens Behind Bars"), después de ubicarse entre las dos últimas y perder una batalla de lip sync contra Milan bajo la canción "Trouble" de Pink. Sarah Martindale incluyó a Madame LaQueer en la lista de Bustle de 2015 de "doce drag queens de talla grande que nos dan la vida a todos". Brian Moylan de Thrillist la clasificó en el puesto 102 entre las 113 concursantes del programa en 2017, y Ryan Shea de Instinct la clasificó en el puesto 95 entre las 126 competidoras de Drag Race en 2018.
Madame LaQueer participó en un espectáculo de drag para recaudar fondos para los residentes de Puerto Rico afectados por la destrucción del huracán María en 2017. Ha continuado participando en proyectos relacionados con Drag Race. En 2020, apareció en el vídeo musical del sencillo "Ass Like Mine" de su compañera concursante Morgan McMichaels. Madame LaQueer ha acudido a convenciones de Drag Race, incluida la RuPaul's DragCon de Los Ángeles en 2022, y ha aparecido en las grabaciones de la final de diversas temporadas del programa. Fue la gran mariscal del Festival inaugural del Orgullo del Sureste de Los Ángeles de Bell, en el que también actuó, en 2022.
Aparte del drag, Meléndez ha dirigido el departamento de belleza de una farmacia en el sur de California. A fecha de 2017, era maquillador en Santa Ana y continuaba actuando en VLVT Lounge.

## Vida personal
Meléndez se mudó de nuevo al condado, California, después de competir en Drag Race. En enero de 2024, se declaró abiertamente mujer trans a través redes sociales y reveló sus nuevos nombres dentro y fuera del drag como Madame Cassandra Uzumaki LaQueer y Cassie, respectivamente.
Madame LaQueer ha tenido hasta diecisiete "hijas drag", incluida Lineysha Sparx, quien compitió en la quinta temporada de Drag Race. LaQueer es una streamer en Twitch y se transmite jugando varios videojuegos de PlayStation.

## Filmografía

### Televisión
- RuPaul's Drag Race (4.ª temporada)

### Series web
- Fashion Photo RuView (2017)[19]